# Yamatai
Yamatai-koku (邪馬台国?) hay Tà Mã Đài quốc là tên của một quốc gia cổ thuộc Nhật Bản, quốc gia này được nhắc đến trong các thư tịch của Trung Quốc, Nhật Bản và Triều Tiên. Nước này được trị vì bởi nữ vương Himiko.

## Lịch sử
Ghi chép lịch sử đầu tiên về quốc gia được tìm thấy trong thư tịch cổ Trung Quốc, khoảng năm 297 "Tam Quốc chí" (Sanguo Zhi 三國志). Phần "Ngụy chí" (Wei Zhi 魏志) của nó, viết về lịch sử nhà Tào Ngụy (220-265), có phần Worenchuan (倭人傳 "Oải nhân truyện", tiếng Nhật là Wajinden 倭人伝) với sự miêu tả cổ nhất Yamatai.
Người Wa [倭人] (Oải nhân) cư ngụ ở giữa đại dương trên một quân đảo có núi cao ở phí Đông Nam châu Tai-fang. Trước đây họ có hơn 100 bộ tộc. Dưới thời Hán, sứ thần người Wa đến triều đình; ngày nay, 30 bộ tộc vẫn còn giao thiệp với chúng ta qua các đoàn sứ thần và người ghi chép. (tr. Tsunoda 1951:8). Đất nước trước đây do đàn ông cai trị. Trong khoảng 70-80 năm trước, liên tục có chiến tranh loạn lạc. Do đó nhân dân đồng tình chọn một người phụ nữ lên cai trị. Tên của bà là Himiko [卑彌呼].
"Ngụy chí" cũng ghi lại việc giao tế giữa hai triều đình Ngụy và Wa. Các sứ thần của Himiko lần đầu đến triều kiến Hoàng đế Tào Duệ năm 238, và ông đã đáp từ. Cuối cùng, "Ngụy chí" (tr. Tsunoda 1951:15) ghi lại rằng năm 247 khi một Thái thú mới đến quận Đới Phương ở Triều tiên, Nữ hoàng Himiko chính thức than phiền về sự thù địch với Pimikukku (卑彌弓呼) Vua của Kunu (狗奴, "Cẩu Nô"). Viên Thái thú phát "Chang Chêng, Quyền Tổng trấn biên thùy" với "tuyên cáo khuyên nhủ hòa giải", và sau đó,
Khi Himiko từ trần, một gò lớn nổi lên, đường kính đến hơn 100 bộ. Hơn một trăm người hầu nam nữ theo bà vào trong mộ. Sau đó, một vị vua được đặt lên ngai vàng, nhưng dân chúng không tuân lệnh ông. Ám sát và giết người tràn đến; hơn 1.000 người bị giết. Một người họ hàng của Himiko tên là Iyo [壹與] (Nhất Dữ), một cô gái 13 tuổi, sau đó lên ngôi vua và trật tự được phục hồi. Cheng ra tuyên bố rằng Iyo trở thành người cai trị. (tr. Tsunoda 1951:16)
Những nhà chú giải coi chữ "Iyo" (壹與, with 壹 "Nhất", với một biến thể cổ hơn của 一) là bản chép sai của chữ Toyo (臺與, với chữ臺 "đài"), tương đương với việc Ngụy chí viết chữ Yamatai 邪馬臺 (Tà Mã Đài) thành Yamaichi 邪馬壹 (Tà Mã Nhất).